# Amblypsilopus annanensis
Amblypsilopus annanensis är en tvåvingeart som beskrevs av Daniel J. Bickel 1994. Amblypsilopus annanensis ingår i släktet Amblypsilopus och familjen styltflugor. Inga underarter finns listade i Catalogue of Life.